# 世紀帝國II：帝王世紀
《帝国时代II：国王时代》（简称《世紀II》）是一款由全效工作室开发、微软于1999年发行的即时战略游戏，最初支持的平台包括Microsoft Windows及Mac OS操作系统，它是帝国时代系列的第二代游戏产品。2000年，微软发布《帝王时代》的资料片《世紀帝國II：征服者入侵》。2001年，科乐美发布该游戏的PlayStation 2版本和任天堂DS衍生版本。
《世紀帝國II：帝王时代》的游戏背景设置於中世纪，玩家能夠从13种不同的文明當中选出其中1种进行游戏，这些文明包括不列颠、拜占庭、凯尔特、哥特、条顿、法兰克、蒙古、中国、日本、波斯、薩拉森、土耳其和維京。玩家经过收集资源，利用资源来修建自己的城镇，建立军队，然后试图消灭敌人。游戏设置5个基于真实历史的战役模式，玩家必须按照游戏指示完成特定的目标。单人模式则分为3种，此外游戏支持在局域网、互联网上进行多人游戏。
许多电子游戏媒体都给予该游戏正面的评价，他们对于游戏中相对前作的新特性、玩法的进步等都表示称赞。不过，仍有部分评论者认为游戏对于单位的表现过于平淡无奇，也有人评价这款游戏时认为它和其前作《帝国时代》过于类似。游戏发行3个月后，其销量达到2百万套，并在7个国家的电子游戏市场成为最畅销的产品。由于该游戏对于同类游戏产生的影响十分重大，业界和媒体授予它多种奖项。该游戏也成為前三届世界电子竞技大赛的比赛项目。

## 游戏方式
游戏的基本主题是采集资源、建立城镇、训练军队、对敌方发动战争直至分出胜负。随着游戏的进展，玩家一般需要经历四个不同的“时代”：黑暗时代、封建时代、城堡时代和帝王时代，这四个时代在历史上的时间跨度约为1000年。玩家每升级到下一个时代，就能生产新的单位、建造新的建筑以及研究新的科技，不过时代升级或多或少需要耗费一定的资源（通常是食物、黄金和建築物）。
在这款游戏中，村民是最基础的单位，主要负责采集资源、修造建筑。资源可以被用来建造建筑、训练军事单位、研究科技等。例如：玩家可以在兵工廠研究步兵騎兵弓兵相关的科技，以提高步兵騎兵弓兵的攻擊力與防御力。游戏涉及四种不同的资源：食物、木材、黄金和石礦。食物可以通过狩獵、采集果实、牧羊、种田、打渔获得；木材通过伐木获得；黄金可以通过开采金矿、與盟友贸易或收集遺跡获得；石礦则仅能通过开采石矿获得。村民可以將采集之资源放进城镇中心、伐木场或矿物仓库，其资源就被存入“国库”，并显示在屏幕上方的资源清单中。通过研发相关科技，村民的能力可以多次升级，使资源的携带量及采集效率得到提升。玩家可以修建一个市场用来进行贸易，前面提到的四种资源都能卖出以获得黄金，或用黄金买入某种资源。某种资源的卖出、买入价格將随着供求关系而改变。商业贸易除了上面的资源买卖，市场、船坞还可以分别生产贸易车和商船，往返于己方和其他玩家的市场，可以产生黄金。
《帝国时代II：国王时代》包含5个以真实历史场景設計的战役，玩家可以扮演蒙古帝国的成吉思汗、神圣罗马帝国的巴巴罗萨、阿尤布王朝的萨拉丁、法国的圣女贞德和苏格兰的威廉·华莱士在历史发展中的角色。其中，以威廉·华莱士为背景的战役同时也是游戏的一个教程，新玩家可以在电脑的指导下学习游戏的基本操作，例如采集资源、移动单位、发展经济、发动攻擊等。
除了战役模式，游戏另提供几种不同的单人游戏模式。在最基本的“随机地图”模式中，游戏程序会根据玩家的设置随机产生一张游戏场景地图，游戏场景一般以黑暗时代为起点，每方拥有3个村民（中国有6个村民，瑪雅人則有4個）、1个城镇中心和1个侦察骑兵。根据玩家设置，胜负的判定可以根据军事征服、建造奇观或分数的比较等做出結果。另一种模式为“死亡竞赛”，即玩家在开始时就拥有大量的资源，可以立即建造大量建筑、训练军队。此外，游戏还有“弑君模式”，参与游戏的每一方都拥有一个国王，游戏的目的则是保护己方国王、杀掉敌方国王。

### 文明
在游戏中，玩家可以选择13个文明的其中1种，这13个文明分别是：不列颠、拜占庭、凯尔特、中国、法兰克、哥德、日本、蒙古、波斯、撒拉森、条顿、土耳其和维京。每种文明都有自己的优势和缺点，能够使用的兵种和技术也不同，并具有各自的特殊兵种。此外，如果与同盟并肩作战，每种文明还能设定有联盟的优势，使盟友在某些方面受益。为了增加游戏的多样性，玩家在操作不同文明的士兵时，将会听到不同语言的角色配音。
在游戏中，这13个文明的建筑艺术风格分为西欧、中欧、中东、东亚4种。
相關資訊以最新版本以及遊戲內翻譯為主。
| 原名       | 文明     | 建筑风格 | 文明定位           | 特色兵种           | 城堡時代特色科技 | 帝王時代特色科技 | 奇观原型                              |
| ---------- | -------- | -------- | ------------------ | ------------------ | ---------------- | ---------------- | ------------------------------------- |
| Byzantines | 拜占庭人 | 地中海   | 防禦性種族         | 拜占庭聖騎兵       | 希臘火           | 後勤             | 聖索菲亞大教堂                        |
| Britons    | 不列顛人 | 西欧     | 步弓兵種族         | 長弓兵             | 義勇騎兵         | 戰狼號           | 亞琛大教堂 (決定版改為索爾茲伯里座堂) |
| Celts      | 塞爾特人 | 西欧     | 步兵與攻城武器種族 | 菘藍武士           | 堡壘             | 賽爾特狂熱       | 卡瑟爾岩                              |
| Franks     | 法蘭克人 | 西欧     | 騎兵種族           | 擲斧兵             | 倒鉤斧           | 騎士精神         | 沙特爾主教座堂                        |
| Goths      | 哥德人   | 中歐     | 步兵種族           | 哥德衛隊           | 無政府狀態       | 灌注士氣         | 狄奧多里克陵墓                        |
| Teutons    | 條頓人   | 中歐     | 步兵種族           | 條頓騎士           | 鋼鐵甲           | 炮門垛口         | 瑪利亞拉赫修道院                      |
| Vikings    | 維京人   | 中歐     | 步兵與海軍種族     | 狂戰士、維京大戰船 | 酋長             | 北歐射手         | 博爾貢木板教堂                        |
| Chinese    | 中國人   | 東亞     | 步弓兵種族         | 連弩兵             | 長城             | 火箭技術         | 天壇祈年殿                            |
| Japanese   | 日本人   | 東亞     | 步兵種族           | 日本武士           | 射箭孔           | 彈射器           | 東大寺                                |
| Mongols    | 蒙古人   | 東亞     | 馬弓騎兵種族       | 蒙古突騎           | 游牧             | 演習             | 成吉思汗的黄金帐                      |
| Persians   | 波斯人   | 中東     | 騎兵種族           | 戰象、薩瓦爾重騎兵 | 波斯弓兵         | 波斯堡壘         | 泰西封拱門                            |
| Saracens   | 薩拉森人 | 中東     | 駱駝與海軍種族     | 阿拉伯奴隸兵       | 穆斯林醫院       | 配重             | 薩邁拉大清真寺                        |
| Turks      | 土耳其人 | 中東     | 火藥種族           | 土耳其火槍兵       | 采邑騎兵         | 炮兵             | 塞利姆一世清真寺                      |

### 单位
每个玩家能够制造的单位只能小于某个特定的数目（这个数目在游戏中称为人口上限），上限最大能达到500，但实际能够达到的数目与当前的住房、城堡、城镇中心提供的人口数皆有关。人口最大上限可在进入游戏之前进行设置，預設为75，最大为200。游戏引入关於单位管理的两个新特性：首先是“空闲村民”按钮，用鼠标点击它时，系统会自动定位并选中当前没有被分配任务的村民；另一个是城镇中心的警铃，玩家在需要时可以点击它，村民会暂停手中的工作，驻扎在附近的城镇中心、城堡、箭塔以躲避敌人的直接攻击。如果弓箭手一类的军事单位驻扎在上述建筑中，可以增加建筑的攻击力。
《帝国时代II：国王时代》中的军事单位分为5种：步兵、弓箭手、骑兵、攻城武器和战舰。某些兵种在面对特定兵种时，会有额外的攻击补偿。例如，通常一般步兵在攻击骑兵时会处于劣势，然而长槍兵攻击骑兵时，则有超出攻击力所示的伤害；攻城武器在面对步兵时不堪一击，在攻击建筑时则具有相当大的附加攻击力。不同兵种之间具有类似的相生相克关系，因此玩家需要合理地搭配兵种。游戏的每种文明皆具有1类独特單位，例如中国的连弩兵、不列颠的长弓兵，但维京是个例外，它有2类独特單位，分别是狂暴战士和龙头战舰(需要建造城堡才能生產)。这些独特單位往往比一般的战斗单位更强大，但同样具有相生和相克关系。除了上述單位，遊戲中還有一类比較特殊的军事单位：修士。修士可以将敌方的人员、建筑招降（部分文明的修士不能招降建筑），只有城鎮中心、修道院、世界奇觀、農田、漁網(可以讓村民或漁船耕種敵人放棄的農田和漁網)、城牆、城門、城堡無法被招降，同时可以治愈在战斗中生命值降低的本方单位；此外，还能通过圣物收集到修道院中而产生黄金。收集齐5个圣物也是赢得游戏的一种方式（根据玩家进入游戏前的设置决定）。

### 戰役
帝王世紀中共有5個劇情戰役：威廉華勒斯、聖女貞德、薩拉丁、成吉思汗、巴巴羅薩，其中威廉華勒斯為教學戰役。
- 威廉華勒斯

(1296年至1298年)
蘇格蘭勇士試圖阻止配備精良的英格蘭軍隊入侵。本戰役將讓您瞭解 Age of Empires II: Definitive Edition 的基本概念，包括如何建立經濟，如何訓練士兵，而最重要的一點是：如何攻擊和打敗您的敵人。
如果您是即時戰略遊戲的新手的話，您將學會所有您必須知道的事。如果您已經玩過原版 Age of Empires，您可以跳過本戰役去體驗更進階的功能，例如收集聖物和攻城術。
在這個戰役中，您將使用塞爾特人。
- 聖女貞德

(1428至1453年)
戰爭持續了百年，而疲憊不堪的法蘭西軍隊卻在戰場上連連失利。
同時，法蘭西國王繼承人懦弱無能，無以繼承王位。
無需多時，英格蘭及其勃根地盟友就將全面攻陷法蘭西。
就在這最黑暗的時刻，一個年輕的村女卻公開宣佈，她要保衛法蘭西到底。
在這個戰役中，您將使用法蘭克人。
- 薩拉丁

(1163至1191年)
對於基督徒來說，由回教徒薩拉森人控制聖地是一種恥辱。
那些狂熱的歐洲騎士襲擊了中東，建立了四個十字軍帝國。
薩拉森的將軍沙拉丁，集結他的軍隊企圖驅逐這些入侵者。
為了對抗卑劣的歐洲人，那些曾經十分文明的薩拉森人也變得殘酷無情。
但是，這樣就足以拯救他們的家園嗎？
在這個戰役中，您將使用薩拉森人。
- 成吉思汗[24]

(1186至1241年)
在成吉思汗統一蒙古之前，在蒙古大草原上的游牧部落，已經諸侯紛爭數百年了。
現在，成吉思汗統一了各個部族，訓練出一支有高度紀律的軍隊，並燃起了征服世界的戰役。
可是，只有騎馬弓兵的部落要如何征服技術發達的中國，甚至波斯與東歐的勁敵呢？
在這個戰役中，您將使用蒙古人。
- 巴巴羅薩

(1152至1191年)
一個人的意志到底能否創造出一個帝國？
腓特烈·巴巴羅薩曾試圖聯合那些彼此爭吵不休的日耳曼的封國，
使其歸順於他的神聖羅馬帝國麾下；並一步步擴張領土，吞併波兰王国并招降米兰大教堂。
他能夠達到自己的目的，率軍參與第三次十字軍東征吗？
在這個戰役中，您將使用條頓人。

### 建筑
游戏的建筑主要可以分为经济类建筑、科技类建筑和军事類建筑。科技建筑包括能够提高武器和兵种性能的铁匠铺和学院。部分经济和军事建筑也能研究某些科技，以提高玩家的经济、军事方面的能力等。
城镇中心是游戏中最重要的建筑，它可以生產新的村民，所有四种类型的资源都可以通过这里存入国库。城镇中心还是进行时代升级操作的地方，此外还提供一些和经济生产相关的科技项目。在紧急时刻，玩家可以按响城镇中心的警铃，让工作中的农民驻扎到其中，并向外放箭，避免敌军对村民的直接攻击。有些建筑，例如磨坊、伐木场、矿物仓库、船坞（同时也是生产战船的地方），也可以像城镇中心一样作为某种特定资源的储存处。住房虽然不能生产军事单位、研发科技，但卻是提高实际人口上限的必要之物(高棉人的房屋可以駐紮村民，匈奴人則不需要建造房屋)，農田是耗費木材製造但可以生產食物。
军事建筑有能够产生士兵的兵营、靶场、马厩、城堡、攻城武器厂、船坞（同时可以建造渔船用于食物采集、建造商船进行贸易），还有一些防御性的建筑例如城墙、木牆、塔楼（箭塔和炮塔和哨站）。玩家可以在军事建筑中研究相关科技以提高军队的战斗能力。城堡可以被用来训练每个文明的特色兵种，并可以自动向靠近的敌军放箭（如果把弓箭手驻扎进城堡，则城堡攻击力会增加）。玩家只有在升级到城堡时代才能够修建城堡，而且此种建筑会耗费一定的石料。如果玩家已经升级到帝王时代，则他还可以在城堡中生产可以折叠的巨型投石机，另外，城堡也能提升人口數。
城墙、暸望塔是两类主要的防御性建筑。城墙分为石头墙和木栅栏，其中后者更弱，前者可升級成更難攻破的垛牆，同時也可提高城門的生命值，需要攻城武器才能破壞它。玩家可以在城墙上修建城门，方便己方和同盟的人员进出，也可以上锁阻止通行，而本版本的種族中只有哥德沒有石頭城牆。暸望塔與城堡则可以自动对靠近的敌军射箭（箭塔）或开炮（炮塔），也可以駐防村民與士兵。而哨站則可以觀察到敵人在附近活動，但不能發動攻擊，也不能駐紮單位。

### 多人游戏
《帝国时代II：国王时代》支持互联网、局域网上的联机对战。最多可以有8个玩家参与同一局游戏，各自控制一方势力。作为微软的游戏产品，MSN Games曾提供了该游戏的战网平台，不过微软于2006年6月19日终止这项服务。不过仍然有第三方的网站提供战网服务。

### 定制地图
《帝国时代II：国王时代》提供一个方便易用的战役剧情编辑器，玩家可以用它来定制自己的战役地图。玩家不仅可以绘制地形、放置建筑和单位，还可以使用“触发”来编辑剧情，设置胜利的条件。玩家在地图上放置的非玩家角色可以按照人工智能方式自动工作，而不需要玩家自行编程。玩家可以把编辑好的几个战役地图集中起来，放到一个自定义的战役系列，甚至可以加上旁白、片头视频，就像游戏中预设的几个基于真实历史事件的战役系列一样。

## 开发
在完成《帝国时代》（帝国时代系列的第一款作品）开发前，全效工作室与微软签订一份开发游戏续集合同。而设计组选择中世纪作为背景的《国王时代》，在时间上延续以远古作为历史背景的上一代游戏作品。设计人员采用类似设计风格，同时进行一些改善，如此一代作品的老玩家和新玩家都能适应新的游戏。
《国王时代》的设计组最初计划使用一年时间、用Genie游戏引擎的源代码进行游戏的开发。不过他们不久发现他们并不能达到预期的效果。全效工作室告知微软他们需要多花一年时间，在此之间，他们先开发出《帝国时代：罗马复兴》作为前代作品的资料片，并于1998年圣诞节发布。为了赶上下一年的截止日期，游戏的开发雇佣更多的程序员、美工、设计人员。
前代作品《帝国时代》的人工智能水平广受批评。在《国王时代》中，全效工作室试图开发出一个更强的人工智能程序。颇富经验的马里奥·格里马尼（Mario Grimani）领导该系统的开发小组。
为了解决前代作品中单位移动的路线寻找问题，工作组重新设计单位移动系统的游戏引擎。
不过，开发组在尝试解决一些其他问题时遇到麻烦。程序员马特·普利特查（Matt Pritchard）在《帝国时代》发布之后就发现，游戏并没有可以提供部署程序补丁的途径。由于程序的一些漏洞，多人游戏时玩家可以作弊，因此设计人员考虑为新产品提供部署补丁的方式。在《国王时代》发布之初就有几个漏洞被发现，不过开发方并没有立即提供补丁，直到11个月后才发布第一个补丁。
全效工作室还开发一个新的地形构造系统，使得游戏中的地形地貌更加逼真，相对前代产品有相当的改善。普利特查认为，过去两个产品（帝国时代和罗马复兴）使开发团队的美工水平得到提高，而《国王时代》正展现这一进步。不过他还是提到，设计团队缺乏电脑美术辅助软件来使美工更加自动化。
《国王时代》的战役模式引入一种新的事件驱动的“触发”功能，战役游戏的目的不再是简单地消灭某方，而是达成预设的目的。玩家在使用战役地图编辑器设计自己的战役地图时，也可以利用“触发”功能来进行设置，在满足某种玩家自己设定条件（如某单位到达指定位置、某个建筑被点击）时，显示文字信息或触发其他事件（如在指定的位置出现士兵、关闭城门、判定胜负等）。战役地图编辑器的功能由此得以加强。
游戏的原声音乐由斯蒂芬·里皮（Stephen Rippy）作曲，他之后也成为帝国时代系列游戏的音乐制作人。游戏的音乐主要有两类，一种是游戏进程中的音乐，里皮的团队试图将多种文化的元素加入到配乐中；另一种是游戏进程之外的音乐，例如每个文明进入游戏前的音效。在战役模式中，为了体现不同文化的特色，配乐也吸纳对应人物所在国家的音乐特色。
| 《帝国时代II：国王时代》游戏中的原声音乐 |
| --- |
| 1. Shamburger (3:25) 2. I Will Beat On Your Behind (2:58) 3. Drizzle (Firelight Smoove Mix) (2:40) 4. Machina del Diablo (3:00) 5. T Station (3:13) 6. Bass Bag (3:10) 7. Ride, Lawrence, Ride! (2:53) 8. Smells Like Crickets, Tastes Like Chicken (3:01) 9. Operation: Monkey (3:26) 10. Tazer (2:55) |

1999年10月16日，开发团队发布《国王时代》的试玩版。它提供教学战役、随机地图的其中一个样本，并支持在MSN Gaming Zone上多人对战。在正式版发布前，一些非完整的版本被泄露出来。部分网站甚至将这些版本收集起来进行非法销售。

## 评价
| 汇总媒体     | 得分 |
| ------------ | ---- |
| GameRankings | 92%  |
| Metacritic   | 92   |

| 媒体            | 得分   |
| --------------- | ------ |
| AllGame         | [ 48 ] |
| 电脑与电子游戏  | 9.0/10 |
| Edge            | 8/10   |
| Eurogamer       | 9/10   |
| GamePro         | [ 20 ] |
| Game Revolution | A-     |
| GameSpot        | 9.1/10 |
| GameSpy         | 89/100 |
| IGN             | 8.8/10 |
| PC Zone         | 9.0/10 |

相关媒体对于《帝国时代II：国王时代》大多給予正面评价。GameRankings和Metacritic两个游戏评价收集、整合网站将相关媒体的评分汇总，给予该游戏92分（满分为100分）的汇总高分。
来自英国电子游戏评论网站Eurogamer的乔夫·理查兹（Geoff Richards）认为：“（《国王时代》）对于《帝国时代》第一代有着大量新特性和性能改善。”美国的GamePro则评论称新添加的一些游戏元素使得《国王时代》更加出色。这些元素包括空闲村民按钮和城镇中心警铃。游戏网站GameSpy的卡洛斯·萨尔加多（Carlos Salgado）对于游戏能够为不同用户创建个性化配置以及自定义快捷键表示赞赏。与此同时，IGN表扬说村民现在具有更多的能力，他们认为“村民的角色不再仅仅局限于资源收集，还体现在城镇防守甚至对外发动进攻这两点上”。
Allgame的麦克尔·豪斯（Michael L. House）特别提到他特别赞赏游戏设计者使用各个文明的母语为游戏士兵配音的做法，他认为这增强了游戏的历史文化气息。英国网站Eurogamer也认为这一特性“为游戏中的任务带来了个性，而不像其他一些即时战略游戏的配音令人昏昏欲睡”，他还表示女性村民的引入同样为游戏的外观带来了多样性。Game Revolution的评论也认为，游戏在玩法上提供更多的个人特色。《计算机和电子游戏》（Computer and Video Games）杂志高度评价《国王时代》采用比前作更简短、主题更集中的战役模式，而Game Revolution指出，尽管战役模式不再冗长，游戏中关于历史的解说、旁白都能够抓住玩家的兴趣。GameSpot提到，玩家在面对满屏幕的建筑、军队时，联想到历史上那些国家的兴衰，这一过程趣味盎然。GameSpy网站还强调游戏展现了即时战略游戏中少见的现实主义美术特色。IGN认为，游戏中不同文明都优势、劣势并存，使得游戏更加接近现实，使该游戏的作战方式等与《星际争霸》或《命令与征服：泰伯利亚之日》不同。
豪斯也称赞游戏的操作界面，他认为这个操作界面“太方便了”，同时他还表扬游戏更先进的单位族群和路径寻找系统。GamePro的纳什·沃纳（Nash Werner）称，游戏提供的各种操作工具都很好，只是战船的编队排列有所欠缺。《计算机和电子游戏》认为，游戏的操作控制对用户来说十分友好，并且各种小提示能够迅速教会新玩家。GameSpotd 的格雷格·卡萨文（Greg Kasavin）在文章中指出，虽然游戏的画面质量有所变化，但是整体界面和游戏元素对于玩过任何一种即时战略游戏的玩家来说都是很熟悉的。《PC Zone》对此表示同意，不过他们评论道《帝国时代II：国王时代》在本质上更像是前作的一次升级，而不像一个新游戏。
理查兹对于《国王时代》利用位图所展现的画面质量感到惊喜。然而，Allgame的评论也提出当许多单位聚集在一起的时候，玩家可能会难于分辨不同的单位。也有评论认为游戏的音效还不够优秀，不过相对于游戏整体的优良素质并无大碍。IGN表示游戏的画面展现建筑物、人物的细节。对该游戏的批评主要针对战役中的旁白，他们认为战役中旁白、对话对于不同地区英语口音的模仿不太令人满意，“为什么不找一个法国人来展现法国口音？”。《计算机与电子游戏》的亚历克斯·康斯坦丁（Alex Constantides）基于游戏图像高度评价，认为“游戏中的某些建筑实在是相当宏伟，以至于你摧毁这些建筑时都会感到歉疚”。沃纳同意这一看法：“游戏画面上的最显著进步，是建筑、人物之间的比例更加协调。”Game Revolution也宣称“《帝国时代II：国王时代》是当时画面最好看的2D即时战略游戏。”
游戏发行3个月之后（2000年1月），微软宣布《国王时代》的销售量达到2百万套。一时之间，该游戏在美国、日本、英国、德国、法国、澳大利亚和韩国都成为了当地最畅销的电子游戏。随后的两年半时间中，该游戏都保持着销售量前20的地位。1999年10月，该游戏的销量飙升至当月最高，并成为当年第四畅销的电子游戏。
之后，GameSpot网站将1999年年度最佳战略游戏称号授予給《帝国时代II：国王时代》，并提名它候选年度最佳游戏。GamePower也将该游戏评为年度最佳战略游戏，而《电脑游戏》（PC Game）杂志和《電腦遊戲世界》杂志基于该游戏“编辑之选”奖项。互动科学与艺术学会（Academy of Interactive Arts & Sciences）授予该游戏年度最佳战略游戏和年度最佳电脑游戏的荣誉，同时提名其参选年度最佳游戏、最佳游戏动画、最佳游戏设计以及最佳游戏工程的评选。2005年，IGN将《国王时代》列为历史上第53好的游戏，并在2007年将该游戏列为历史上第10好的PC游戏。GameFAQs的用户则将该游戏评为史上第56好的游戏。
《帝国时代II：国王时代》对于同类游戏产生深远的影响。2001年由LucasArt推出的《星球大战》游戏沿用了该游戏的游戏引擎，玩法也受其影响。而《地球帝国》的设计则与《国王时代》相当类似。GameSpot称它“借鉴了《国王时代》的操控、界面甚至一些快捷键设置”。《帝国时代》及其资料片《罗马复兴》的设计者里克·古德曼（Rick Goodman）参与《地球帝国》的设计工作。GameSpot网站的斯科特·奥斯本（Scott Osborne）质疑《哥薩克：歐洲戰爭》极大地借鉴《国王时代》的元素。

## 資料片、續作與模組
表格發售時間除征服者入侵資料片有另外的台灣區發售時間外，皆以STEAM美國時間發售日期為主，台灣時間晚一天計算。近年有發現有心人士發佈不實資訊以混淆讀者，甚至冒充官方人員留言無根據之敘述
請讀者參閱此表格前，與世紀帝國官方網站發佈資訊為主
| 資料片名稱                            | 發布日期            | 新增文明                                                        | 新增戰役章節 | 備註                                                                                 |
| ------------------------------------- | ------------------- | --------------------------------------------------------------- | ------------ | ------------------------------------------------------------------------------------ |
| 《世紀帝國II：征服者入侵》            | 2000年8月24日(北美) | 西班牙，阿兹特克，马雅，匈奴，韩国                              | 4            | 台灣發售時間為9月15日，世紀帝國II的第一個資料片                                      |
| 《世紀帝國II HD：失落的帝國》         | 2013年11月7日       | 印度，義大利，印加，馬札爾，斯拉夫                              | 7            | 僅限於HD版本的DLC                                                                    |
| 《世紀帝國II HD：非洲王國》           | 2015年11月5日       | 柏柏尔，馬利，衣索比亞，葡萄牙                                  | 4            | 僅限於HD版本的DLC                                                                    |
| 《世紀帝國II HD：王者崛起》           | 2016年12月20日      | 緬甸，越南，高棉，馬來                                          | 4            | 僅限於HD版本的DLC                                                                    |
| 《世紀帝國II決定版：最后的可汗》      | 2019年11月15日      | 鞑靼，库曼，立陶宛，保加利亚                                    | 5            | 此版本包含HD版所有DLC的文明                                                          |
| 《世紀帝國II決定版：西方霸主》        | 2021年1月27日       | 勃艮第，西西里                                                  | 3            | 僅限於決定版的DLC，於2024年11月15日併入主程式                                        |
| 《世紀帝國II決定版：公爵的崛起》      | 2021年 8月11日      | 波希米亞，波蘭僅限於決定版的DLC，於2024年11月15日併入主程式     | 3            | 僅限於決定版的DLC，於2024年11月15日併入主程式                                        |
| 《世紀帝國II決定版：印度王朝》        | 2022年4月28日       | 孟加拉，達羅毗荼，瞿折羅                                        | 3            | 僅限於決定版的DLC，印度變更為印度斯坦，僅限於決定版的DLC，於2024年11月15日併入主程式 |
| 《世紀帝國II決定版：羅馬歸來》        | 2023年5月16日       | 一代決定版16個文明，並新增第17個全新文明駱越 二代決定版新增羅馬 | 3            | 僅限於決定版的DLC，將一代決定版內容的文明編進，為另外的遊戲模式                      |
| 《世紀帝國II決定版：山脈王室》        | 2023年10月31日      | 亞美尼亞，喬治亞                                                | 3            | 僅限於決定版的DLC                                                                    |
| 《世紀帝國II決定版：成王敗寇》        | 2024年3月14日       | 無                                                              | 19個單關     | 無新文明的決定版戰役DLC                                                              |
| 《世紀帝國II決定版：編年史:希臘之戰》 | 2024年11月14日      | 斯巴達，雅典，阿契美尼德                                        | 21關         | 僅限於決定版的DLC                                                                    |
| 《世紀帝國II決定版:三國》             | 2025年5月6日        | 女真，契丹，魏，蜀，吳                                          | 3            | 僅限於決定版的DLC                                                                    |
| 《DLC13:》                            | TBD                 | CV                                                              |              | 僅限於決定版的DLC                                                                    |

《帝国时代II：国王时代》的资料片《帝国时代II：征服者》于2000年发布。该资料片引入5种新的文明，其中2种代表新大陆：阿兹特克和玛雅，而另外3种分别是西班牙、匈奴和韩国。伴随而来的还有关於这几个文明的战役系列；另有一个战役系列其中都是互不相干的独立战役，例如阿金库尔战役、黑斯廷斯战役、山崎之战、勒班陀戰役等。除了资料片《征服者》，《神话时代》（Age of Mythology）作为独立的衍生游戏产品于2002年发布。
帝国时代系列的第三部作品《帝国时代III》于2005年正式发布。该游戏主要描述欧洲殖民美洲的故事。除了“主城”（Home Cities）这一新概念，这一代作品基本和《帝国时代II》相似。
時隔多年，由一群玩家及一位前全效工作室製作人員製作的非官方遊戲模組《世紀帝國II：失落的帝國》（Age of Empires II: Forgotten Empires），于2013年初在互联网上发布，是通过改写《帝国时代II》的模块代碼而成。雖然並非由微軟官方推出，但不同於許多玩家改良推出的資料片，《失落的帝國》有了前製作人員的協助，使遊戲系統有穩定並明顯的進步。該模組除了再新增5个新的文明（斯拉夫、意大利、印度和印加）及一系列新的科技、单位、地图、战役，并提升游戏的人工智能水平。2013年11月7日，失落的帝國團隊Skybox Labs加盟微軟，使民間模組變成官方資料片。
2013年4月10日，遊戲公司與Steam合作推出《帝国时代II》高清版（HD Edition）版本，以《帝国时代II：征服者》為基礎，該版本主要針對遊戲效能與畫面的強化，及連線功能、社群支援與人工智能水平的增強，並支援Steamwork的成就、雲端存檔與Workshop。唯有系統少有改變，例如最大人口數提升與部分科技研發耗時調整。
遊戲公司更於2015年秋季推出第三個官方擴充資料片──《非洲王國》，於2016年年底推出第四個官方擴充資料片──《王者崛起》。

### 決定版
2017年，8月21日在Gamescom, 微軟宣布世紀帝國II：決定版由Forgotten Empires, Tantalus Media和Wicked Witch Software所開發。2019年，6月9日微軟釋出試玩版在2019年，XBox E3.這遊戲版本包括前作和資料片所有的內容，4個新文明，新的戰役任務和4K畫質。2019年11月14日，在PC上的Xbox Game Pass, 微軟商店和Steam上發行。